# Tadeusz Dyńko
Tadeusz Adam Dyńko (ur. 11 października 1894 w Brodach, zm. 4-7 kwietnia 1940 w Katyniu) – kapitan artylerii Wojska Polskiego, ofiara zbrodni katyńskiej.

## Życiorys
Syn Pawła i Herminy z Ujwarów. Członek „Zarzewia” i w latach 1912–1914 Związku Strzeleckiego. 
3 sierpnia 1914 wstąpił do Legionów Polskich. Żołnierz I Brygady Legionów. Służył w III plutonie telefonicznym kompanii saperów, następnie w 1 pułku artylerii , walczył pod Łowczówkiem (ranny) i Kamionką. Po powrocie do Stanisławowa wraz z Antonim Deblessem, Czesławem Hofmoklem, Gustawem Dobruckim i Emilem Heniszem tworzą stanisławowski sztab POW. Dyńko zostaje szefem wywiadu. Przystępują do przygotowań do odzyskania z rąk Ukraińców Stanisławowa. 25 maja 1919 Polacy przejmują bezkrwawo władzę w mieście. W 1920 zaangażowany w służbie wywiadowczej.  
Po zakończeniu działań wojennych pozostał w wojsku. W 1923 służył w stopniu porucznika (starszeństwo z dniem 1 czerwca 1919 i 236 lokatą w korpusie oficerów artylerii) w 11 pułku artylerii polowej. W 1924 awansował do stopnia kapitana (starszeństwo z dniem 15 sierpnia 1924 i 71. lokatą w korpusie oficerów artylerii). W 1931 został przeniesiony do rezerwy. W 1934 posiadał przydział w rezerwie do 11 pal i pozostawał w ewidencji Powiatowej Komendy Uzupełnień Stanisławów. We wrześniu 1923 zostaje wybrany do Zarządu Oddziału Stanisławowskiego Polskiego Towarzystwa Tatrzańskiego. W 1936 był w Komitecie Organizacyjnym uroczystego Zjazdu Zarzewiaków, Drużyniaków, Skautów, który odbył się w dniach 10–11 listopada 1936 w Stanisławowie. Po zakończeniu służby wojskowej został zatrudniony w Urzędzie Wojewódzkim w Stanisławowie na stanowisku naczelnika Wydziału IV Wojskowego.

Po agresji ZSRR na Polskę w nieznanych okolicznościach wzięty do niewoli radzieckiej. W grudniu 1939 był jeńcem obozu w Kozielsku. Między 3 a 5 kwietnia 1940 przekazany do dyspozycji naczelnika smoleńskiego obwodu NKWD – lista wywózkowa bez numeru z 5 kwietnia 1940, poz. 86. Został zamordowany między 4 a 7 kwietnia 1940 przez funkcjonariuszy NKWD w lesie katyńskim i pogrzebany w bezimiennej mogile zbiorowej, gdzie od 28 lipca 2000 mieści się oficjalnie Polski Cmentarz Wojenny w Katyniu. W miejscu tym prowadzone były ekshumacje i prace archeologiczne. Zidentyfikowany podczas ekshumacji prowadzonej przez Niemców w 1943 pod numerem 2198 – dosł. określony jako Dynko Adam Tadeusz, zapis w dzienniku ekshumacji pod datą 15 maja 1943. Przy jego zwłokach odnaleziono: legitymację Krzyża Niepodległości oraz świadectwo szczepień 2174 w Kozielsku. Po ekshumacji z dołu śmierci spoczął w Bratniej Mogile IV. Figuruje na liście Komisji Technicznej PCK pod numerem 02198. Nazwisko Dyńki znajduje się na liście ofiar opublikowanej w Gońcu Krakowskim nr 135 i w Nowym Kurierze Warszawskim nr 139 z 1943. 
5 października 2007 minister obrony narodowej Aleksander Szczygło mianował go pośmiertnie na stopień majora. Awans został ogłoszony 9 listopada 2007 w Warszawie, w trakcie uroczystości „Katyń Pamiętamy – Uczcijmy Pamięć Bohaterów”.

### Życie prywatne
Ożenił się z Ludmiłą Staff (ur. styczeń 1901 r. w Stanisławowie). Miał syna, Jana. Po wywiezieniu kpt. Tadeusza Dyńko do Katynia jego żona Ludmiła i syn Jan zostali zesłani na Sybir. Oboje zostali ewakuowani do Teheranu, gdzie Ludmiła Dyńko zmarła. Stanisław Staff  odszukał siostrzeńca przez PCK i sprowadził go do Brzeska w 1948.

## Ordery i odznaczenia
- Krzyż Niepodległości z Mieczami (28 grudnia 1933)[28]
- Krzyż Walecznych (czterokrotnie[5] (po raz pierwszy za służbę w POW w b. zaborze austriackim i b. okupacji austriackiej[29])
- Złoty Krzyż Zasługi (dwukrotnie: po raz drugi 16 sierpnia 1938[9])
- Srebrny Krzyż Zasługi (10 listopada 1928)[30]